# フェルディナント・フェルビースト

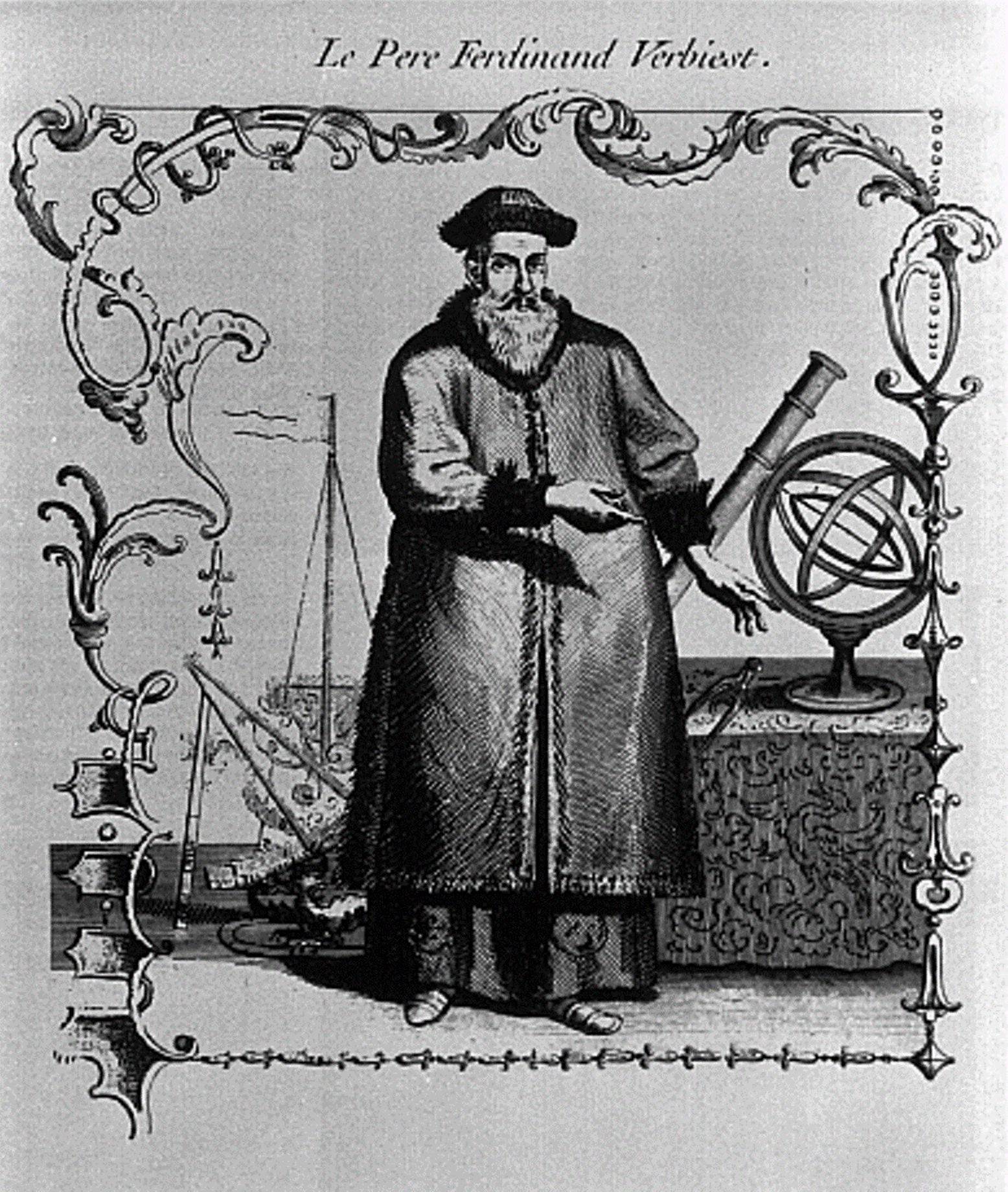
フェルディナント・フェルビースト

フェルディナント・フェルビースト（Ferdinand Verbiest, 1623年10月9日 - 1688年1月28日）は、フランドル出身のイエズス会宣教師。清代の中国を訪れ、康熙帝に仕えながら布教活動を行った。漢名は南懐仁（簡体字表記では南怀仁）。字は勛卿または敦伯。
ヨーロッパの天文学・地理学など科学技術を中国に紹介、また自分自身も中国の習慣を身につけて中国語で書物を著し、日本を含め近世初期の中国および周辺諸国の科学技術に大きな影響を与えた。

## 生涯
1623年、南ネーデルラントのコルトレイク近郊のピテム（Pittem, 現在はベルギー、ウェスト＝フランデレン州）に、役人で徴税人をしていたヨース・フェルビースト（Joos Verbiest）の第一子として生まれる。ブルッヘ、コルトレイクでイエスについて学び、ルーヴェンのルーヴェン・カトリック大学に進学して哲学と数学を学ぶ。メヘレンでも学んだ。その後、セビリャ、ローマで天文学、数学を学ぶ。
ヨーロッパではプロテスタントが急増していた。カトリック教会はその覇権を維持拡張するために、航海技術の発達にあわせアジア、アメリカなど世界各地に宣教師を派遣した。このような背景により東アジアにもその活動が広がっていた。
フェルビーストは1641年9月にイエズス会に入会した。1657年、マルティーノ・マルティーニ（Martino Martini）とともに中国に向かい、1658年（順治15年）にマカオから清に入り、南懐仁（ナン・ファイレン）を名乗って山西省で布教活動を行った。1660年に北京へ移り、欽天監副（天文台副長）として欽天監正(天文台長)アダム・シャール(湯若望)を補佐する。天球儀なども製作した。1664年から1665年にかけてカトリックを嫌う守旧派官吏の楊光先らにより、アダム・シャールとともに入獄させられる。楊光先は暦法改定を行っていたが、これを完結できず失脚し、フェルビーストがこれを任され、中国の太陰暦とヨーロッパの太陽暦を比較し、1668年に中国の天文暦法を改定した。
1673年から1688年まで欽天監正となり、シャールの後を継いだ。1674年の三藩の乱では大砲を製作した。また、工部侍郎までなった。満洲語も習得しており康熙帝から信頼を置かれ、天文学・数学・地理学なども満洲語で講義した。
フェルビーストは北京で亡くなり、1688年3月11日にマテオ・リッチらの眠るそばに埋葬された。

## 業績

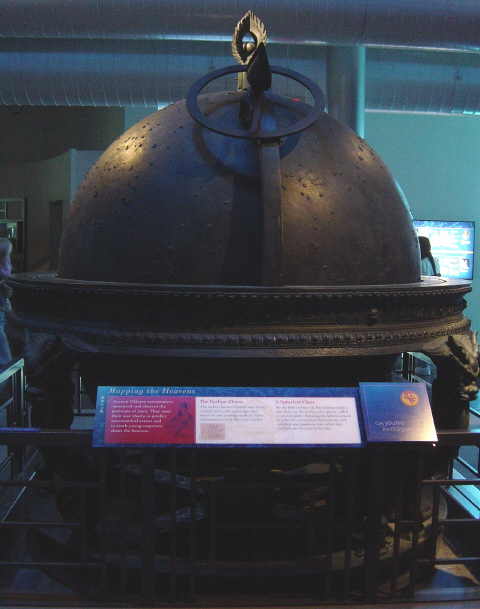
清代に1673年にフェルビーストの指示で作成された中国初の天球儀のレプリカ（カリフォルニアのオークランドにあるチャボット・スペース・アンド・サイエンス・センター）。実物は北京観象台に保管されている。

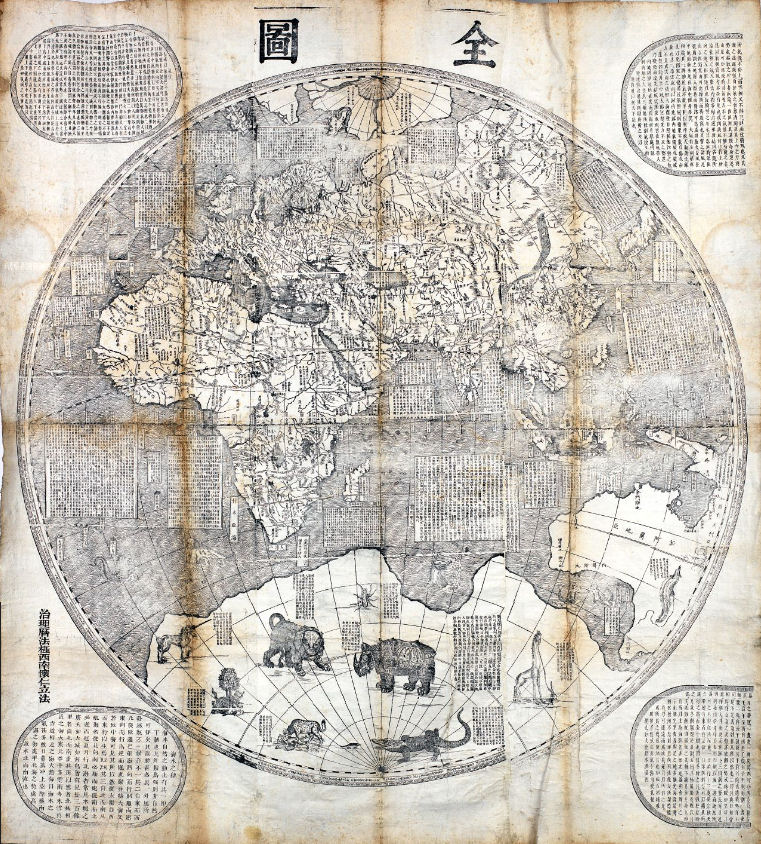
フェルビーストが1674年に作成した世界地図、坤輿全図

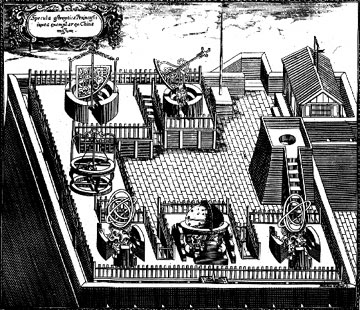
北京天文台のいくつかの設備は、フェルビーストによって作成された。

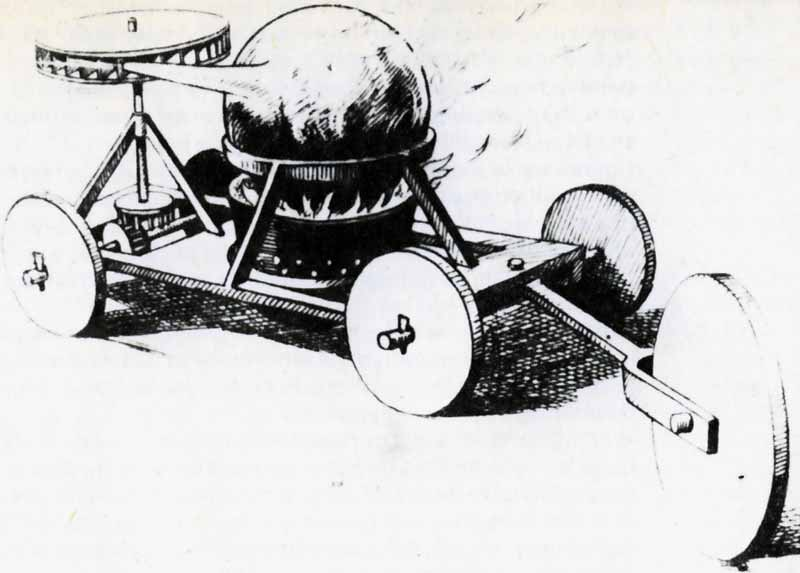
フェルビーストは、蒸気機関で動く車も作成した。全長は65cmほどで、人が運転するようには作られておらず、自動車に分類されるものではない。なお、このイラストは18世紀に描かれたものである。

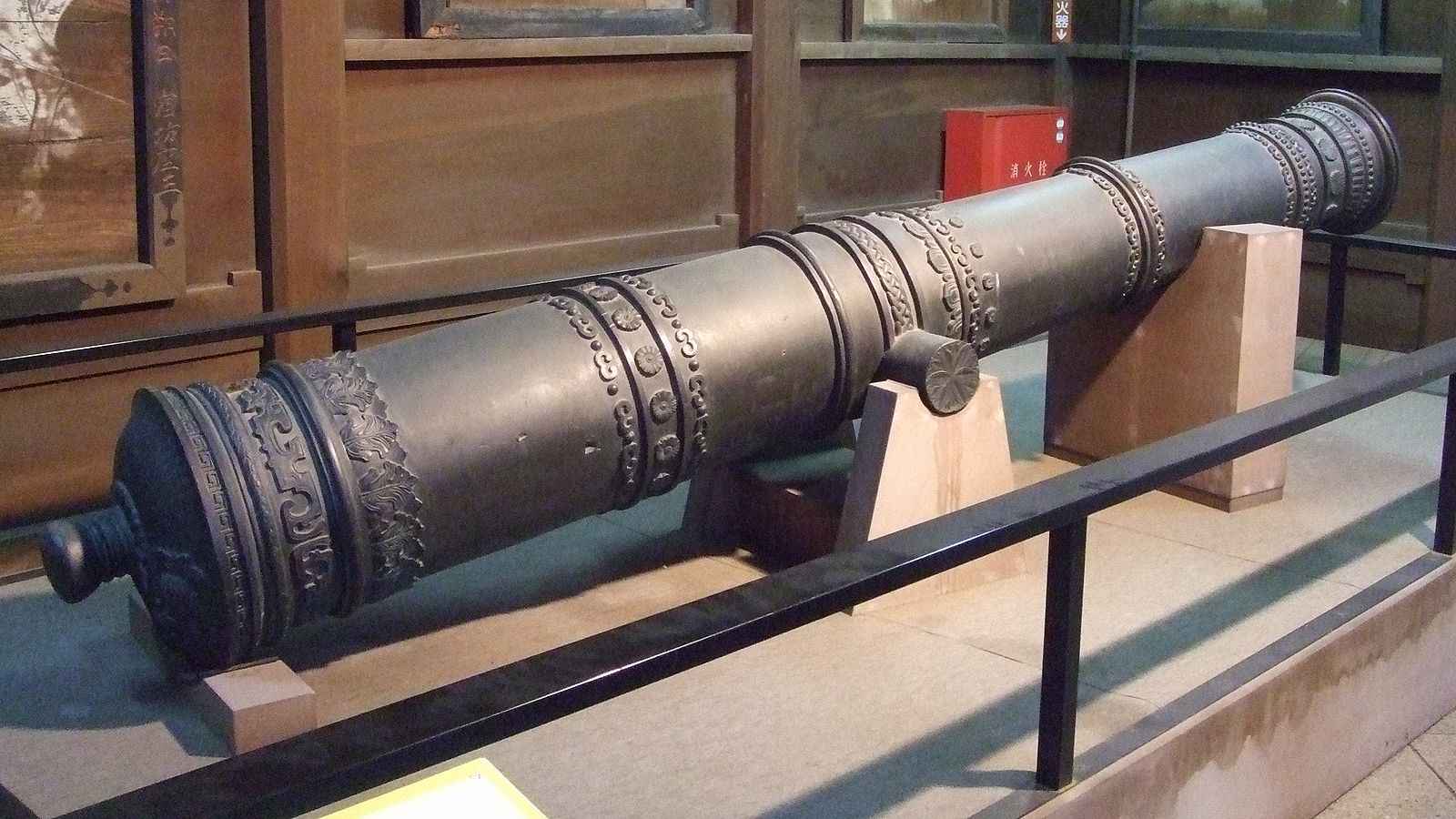
フェルビーストの技術指導により清代1689年に製作された大砲。福岡市の筥崎宮にある。

フェルビーストは、ヨーロッパの科学の優れた点を知らしめることで、ヨーロッパの宗教を広めようとした。そのため、地球儀、日時計、ピンホールカメラ、洪水防止用のポンプなどを製作した。また、ヨーロッパの技術による世界地図『坤輿全図』を製作し、ロシアとの国境制定へ影響を与えた。これは中国初の国境制定（ネルチンスク条約）であったが、イエズス会は喜望峰経由の船ルートよりも距離の近いモスクワ経由でのローマ＝北京ルートを探っていたのであった。そのほかにも原始的な蒸気自走車製作を行い、走行させている。

### 製作
- 大砲：大砲鋳造技術の紹介
- 天文暦法（康熙永年暦法）
- 北京天文台
- 天球儀
- 地球儀
- 日時計
- ピンホールカメラ
- ポンプ（洪水防止用）
- 蒸気自走車

### 著作
- アストロノミア・エウロペア（Astronomia Europea, 1668年、1687年、1688年）
- 坤輿外紀
- 1672年坤輿図説
- 1674年坤輿全図：「坤輿万国全図」の改訂版
- 西方要紀
- 諸儀象圖：天文学に関係する図をまとめたもの
- 赤道南北星図
- 煕朝定案